# Oberotterbach

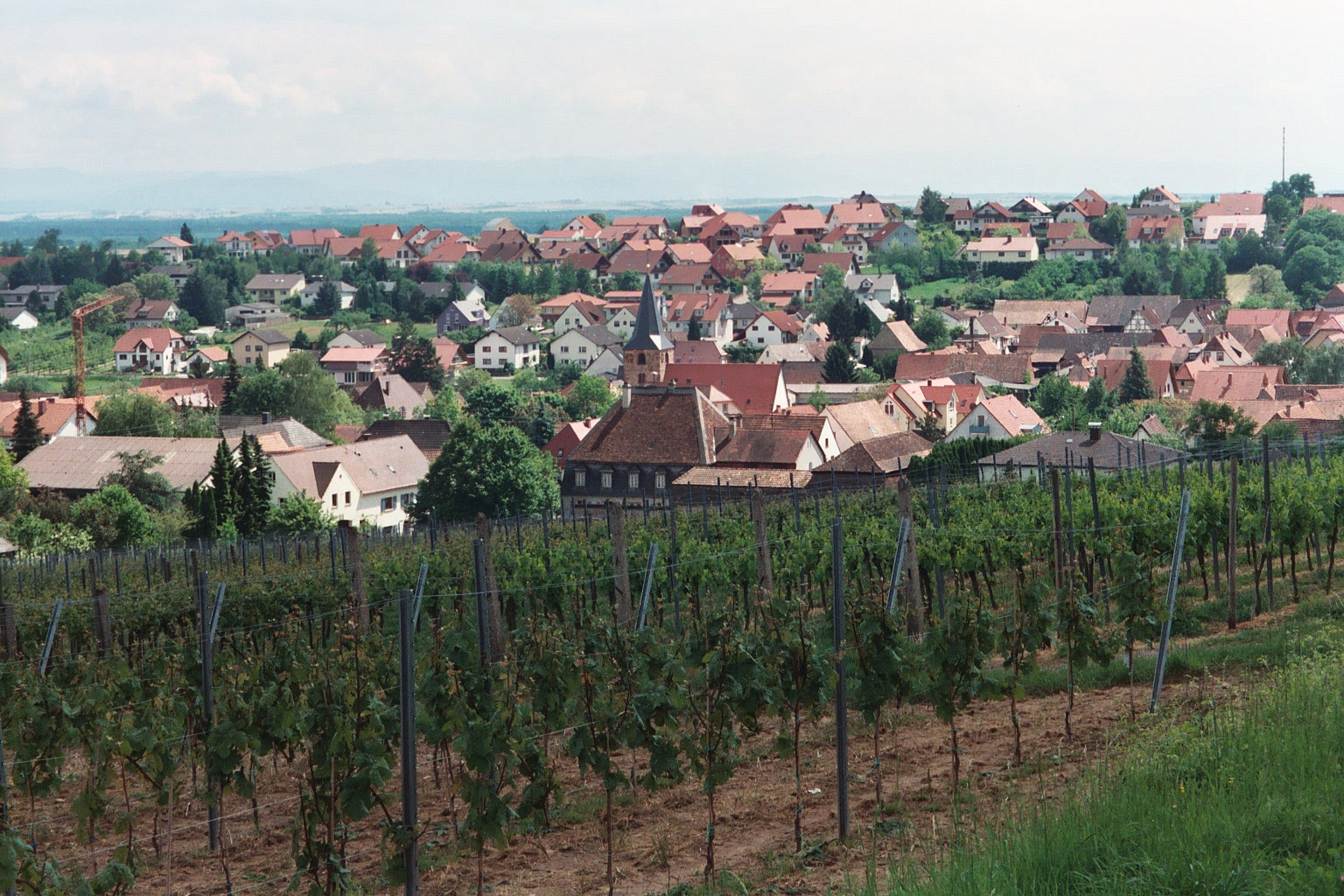
Blick auf Oberotterbach

Oberotterbach ist eine Ortsgemeinde im Landkreis Südliche Weinstraße in Rheinland-Pfalz. Sie gehört der Verbandsgemeinde Bad Bergzabern an; gemessen an der Fläche ist sie deren zweitgrößte Ortsgemeinde und gemessen an der Einwohnerzahl ihre fünftgrößte.

## Geographie

### Lage
Der Ort liegt zwischen dem Pfälzerwald und dem Rhein in der Region Weinstraße. Der Westen der Gemarkung ragt in den Wasgau hinein, wie der Südteil des Pfälzerwaldes auch genannt wird. Zudem ist dieser Bereich Bestandteil des Oberen Mundatwaldes. Zu Oberotterbach gehören zusätzlich die Wohnplätze Brendelsmühle und Heidenbrunnenhof. Nachbargemeinden sind – im Uhrzeigersinn – Dörrenbach, Kapellen-Drusweiler, Dierbach, Niederotterbach, Kapsweyer, Schweighofen, Schweigen-Rechtenbach, Bobenthal und Böllenborn.

### Erhebungen
Nordwestlich des Siedlungsgebietes erstreckt sich der 420 Meter messende Hohenberg. Weiter westlich erheben sich der Farrenberg (489,3 m), der Kanzelberg, der Schloßberg (503 m), der Querenberg, die Hohe Derst (561 m) und das Zimmerhörnel.

### Gewässer
In West-Ost-Richtung fließt der Otterbach. Er entspringt mitten im Wasgau im Rothenbrunnen und bildet teilweise die Gemarkungsgrenze zu Schweigen-Rechtenbach, ehe er durch die Oberotterbacher Ortsmitte fließt. Der Dierbach, ein linker Nebenfluss des Otterbachs, entspringt unmittelbar an der Gemarkungsgrenze zu Dörrenbach und setzt diese für die Dauer mehrerer Kilometer in Richtung Osten fort. Der Reisbach bildet im äußersten Westen teilweise die Grenze zu Böllenborn und Bobenthal. In der Nähe des Schlossberges liegt außerdem der Schlossbrunnen.

## Geschichte
In Otterbach im Speyergau schenkte der damalige König Otto III. 992 dem Kloster Seltz im Elsass (zwischen Wissembourg und Hagenau) seine hiesigen Güter (Regesta Imperii II,3,1054). Diese Schenkung gilt als die erste urkundliche Erwähnung von Ober- und Niederotterbach.
Ab Ende des 18. Jahrhunderts war die Gemeinde Teil der Französischen Republik, anschließend bis 1815 Teil des Napoleonischen Kaiserreichs, und in den Kanton Bergzabern im Departement des Niederrheins eingegliedert. 1815 wurde sie Österreich zugeschlagen. Bereits ein Jahr später wechselte sie wie die gesamte Pfalz in das Königreich Bayern. Von 1818 bis 1862 gehörte Ober-Otterbach – die damalige Schreibweise – dem Landkommissariat Bergzabern an; aus diesem ging das Bezirksamt Bergzabern hervor.
1939 wurde die Gemeinde in den Landkreis Bergzabern eingegliedert. Nach dem Zweiten Weltkrieg wurde die Gemeinde innerhalb der französischen Besatzungszone Teil des damals neu gebildeten Landes Rheinland-Pfalz. Im Zuge der ersten rheinland-pfälzischen Verwaltungsreform wechselte der Ort am 7. Juni 1969 in den neu geschaffenen Landkreis Landau-Bad Bergzabern, der 1978 in Landkreis Südliche Weinstraße umbenannt wurde. 1972 wurde Oberotterbach der ebenfalls neu gebildeten Verbandsgemeinde Bad Bergzabern zugeordnet.

## Bevölkerung

### Einwohnerentwicklung
Die Entwicklung der Einwohnerzahl von Oberotterbach, die Werte von 1871 bis 1987 beruhen auf Volkszählungen:
| Jahr | Einwohner |
| ---- | --------- |
| 1815 | 1.703     |
| 1835 | 1.756     |
| 1871 | 1.302     |
| 1905 | 1.111     |
| 1939 | 1.077     |
| 1950 | 751       |
| 1961 | 905       |

| Jahr | Einwohner |
| ---- | --------- |
| 1970 | 930       |
| 1987 | 1.017     |
| 1997 | 1.255     |
| 2005 | 1.275     |
| 2011 | 1.168     |
| 2017 | 1.115     |
| 2023 | 1.154     |

### Konfessionsstatistik
Ende des Jahres 2013 waren 49,5 % der Einwohner evangelisch und 25,7 % katholisch. Die übrigen 24,8 % gehörten einer anderen Glaubensgemeinschaft an oder waren konfessionslos. Die Anteile der Katholiken und Protestanten sind seitdem gesunken. Mit Stand Ende April 2023 waren von den Einwohnern 37,8 % evangelisch, 21,4 % katholisch und 40,8 % waren konfessionslos oder gehörten einer anderen Glaubensgemeinschaft an.

## Politik

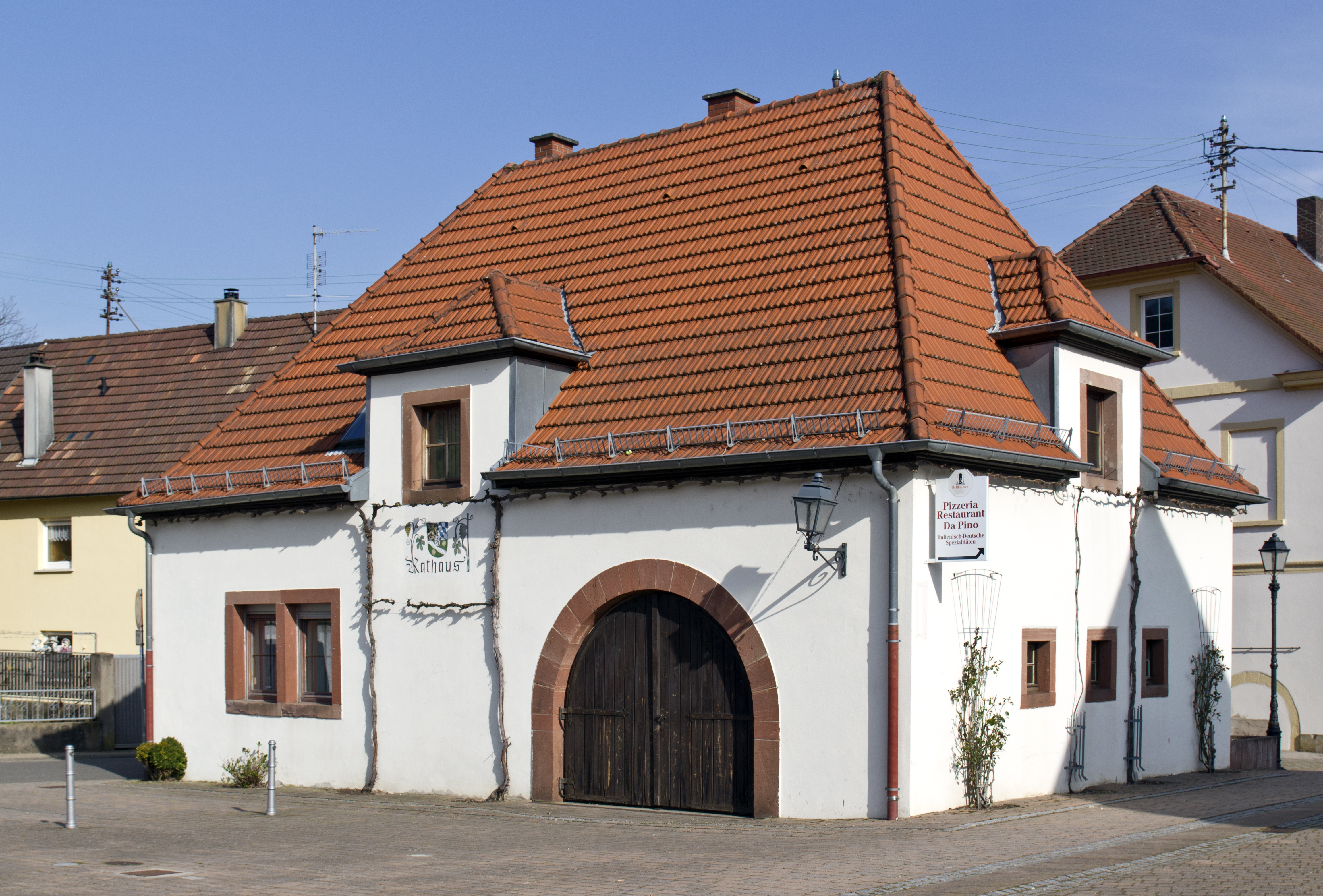
Rathaus

### Gemeinderat
Der Gemeinderat in Oberotterbach besteht aus 16 Ratsmitgliedern, die bei der Kommunalwahl am 9. Juni 2024 in einer personalisierten Verhältniswahl gewählt wurden, und dem ehrenamtlichen Ortsbürgermeister als Vorsitzendem.
Die Sitzverteilung im Gemeinderat:
| Wahl | SPD | CDU | FWG | Gesamt   |
| ---- | --- | --- | --- | -------- |
| 2024 | 3   | 4   | 9   | 16 Sitze |
| 2019 | 4   | 4   | 8   | 16 Sitze |
| 2014 | 3   | 4   | 9   | 16 Sitze |
| 2009 | 3   | 5   | 8   | 16 Sitze |
| 2004 | 3   | 6   | 7   | 16 Sitze |

### Bürgermeister
Heinz Oerther (FWG) wurde 2009 Ortsbürgermeister von Oberotterbach. Bei der Direktwahl am 26. Mai 2019 wurde er mit einem Stimmenanteil von 74,60 % und am 9. Juni 2024 als einziger Bewerber mit 81,3 % jeweils für weitere fünf Jahre in seinem Amt bestätigt. Sein Vorgänger war Fritz Beck.

### Wappen
| Wappen von Oberotterbach | Blasonierung: „Geteilt und oben gespalten, belegt mit einem silbernen Herzschild, darin ein rotbewehrter und -bezungter goldbekrönter blauer Löwe, oben rechts in Schwarz ein rotbewehrter, -bezungter und -bekrönter goldener Löwe, oben links von Silber und Blau gerautet, unten in Grün ein silberner Schrägwellenbalken, beseitet von je einer silbernen Kugel.“ |
| Wappen von Oberotterbach | Wappenbegründung: Es wurde 1938 vom bayerischen Reichsstatthalter genehmigt und geht zurück auf ein Siegel aus dem Jahr 1558. |

## Kultur und Sehenswürdigkeiten

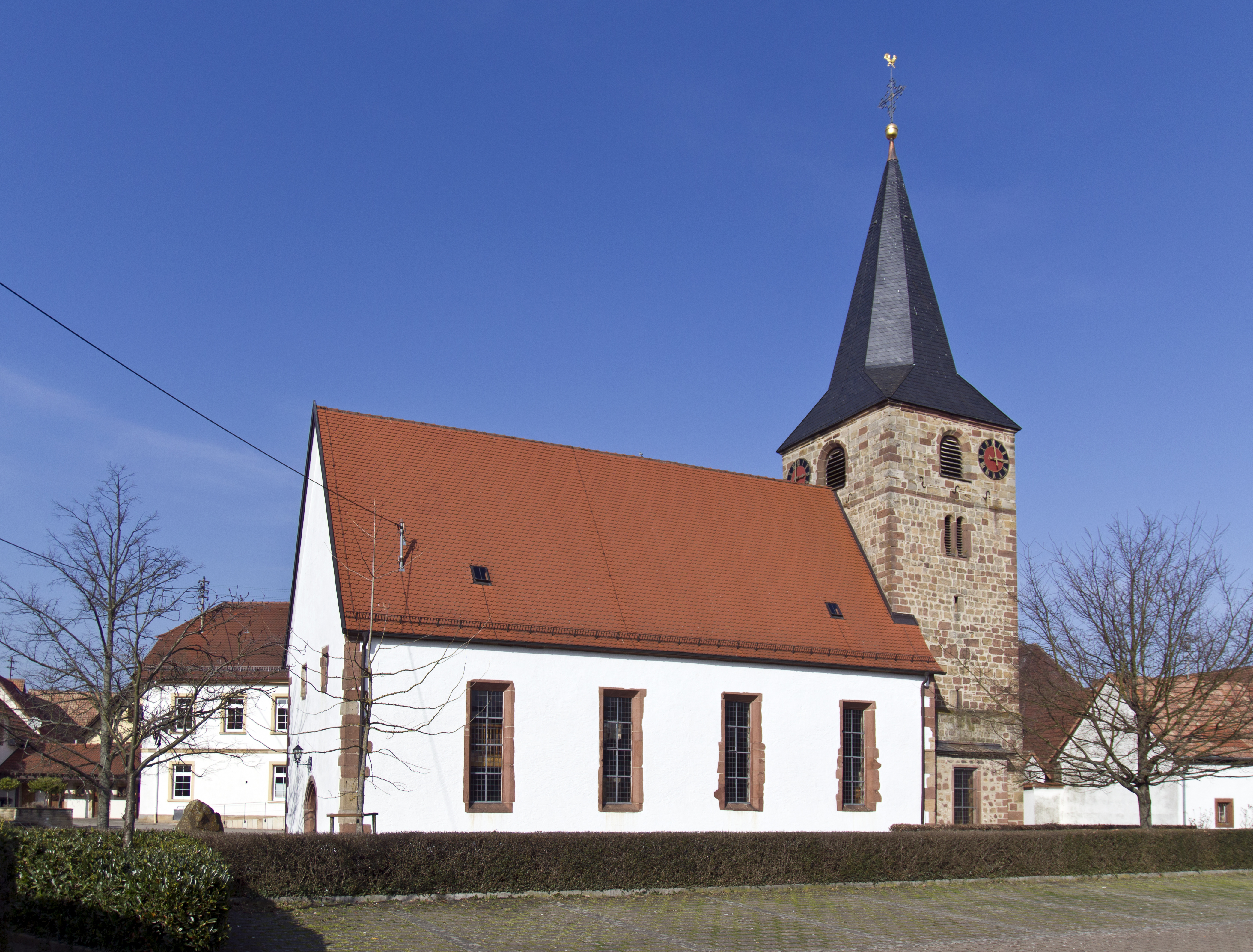
Protestantische Pfarrkirche

### Bauwerke
Kulturdenkmäler
Die Ruine der Burg Guttenberg im Mundatwald ist als Denkmalzone ausgewiesen. Hinzu kommen insgesamt 18 Einzelobjekte, die unter Denkmalschutz stehen.
Sonstige Bauwerke
Mitten im Siedlungsgebiet befand sich einst die Burg Oberotterbach.

### Natur
Der Westen der Gemarkung liegt im Naturpark Pfälzerwald, der wiederum Bestandteil des Biosphärenreservats Pfälzerwald-Vosges du Nord ist.
 Vor Ort existieren insgesamt zwei Naturdenkmale.

### Rittersteine

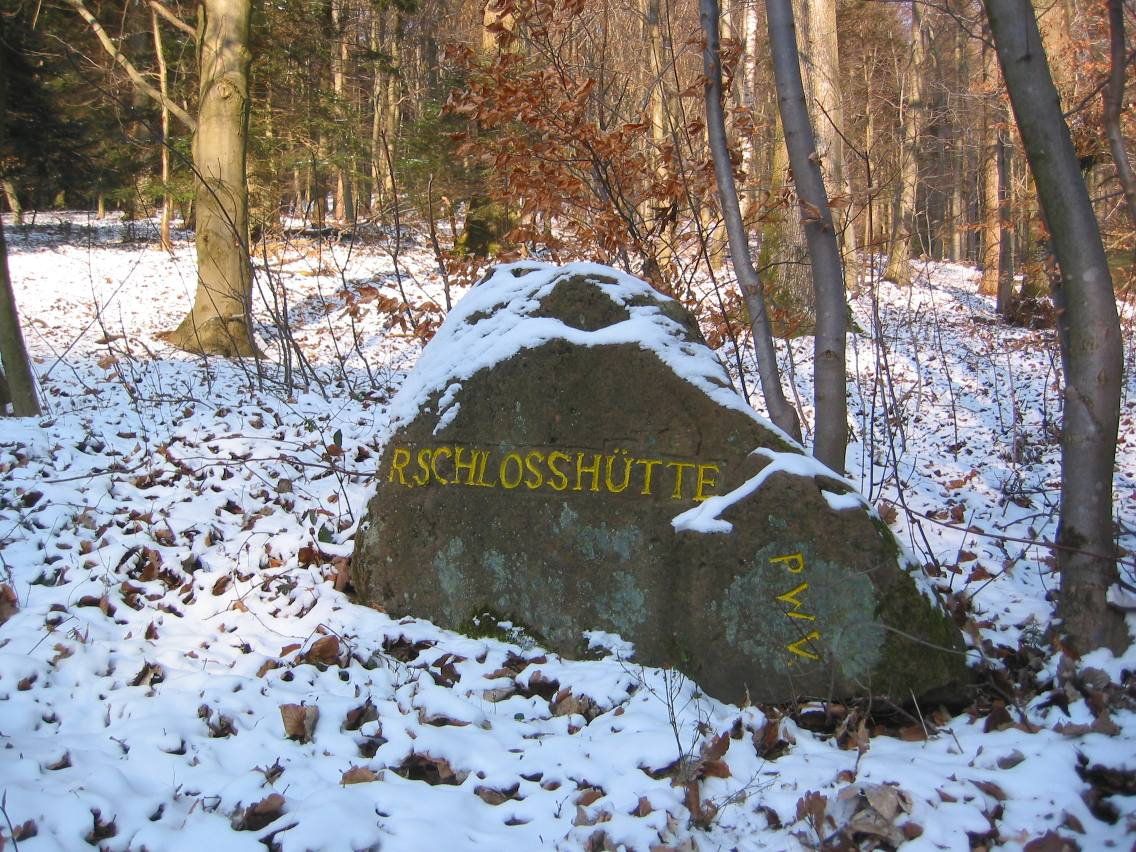
Ritterstein 15 R. Schloßhütte

Auf Gemarkung der Gemeinde befinden sich mehrere Rittersteine. Ritterstein 11 trägt die Bezeichnung R. Buchbacherhof und weist auf einen im Jahr 1846 abgerissenen Hof hin. 12 Schanze 1704 verweist auf eine Schanze aus dem Spanischen Erbfolgekrieg. 13 Hirschtränke markiert eine Vertiefung mit Regenwasser und 14 Drei Buchen einen Standort dreier großer Buchen. 15 R. Schloßhütte steht an der Stelle einer mittlerweile abhanden gekommenen Schutzhütte.

### Sport
Oberotterbach ist hauptsächlich von Fußball geprägt. Der Sportverein Oberotterbach 1950 e. V. stellt eine Herrenmannschaft, Altherrenmannschaft, A-Jugend-, D-Jugend- sowie eine F-Jugendmannschaft. Weitere sportliche Aktivitäten in Oberotterbach sind Tischtennis, Tennis, Aerobic, Turnen und Modellsport.

### Veranstaltungen
Am 28. August 2012 war Oberotterbach Eröffnungsort des Erlebnistags Deutsche Weinstraße; das Motto lautete „Rebsorten der Pfalz“.

## Wirtschaft und Infrastruktur

### Wirtschaft
Oberotterbach ist ein Winzerort und als solcher Teil des Weinanbaugebiets Pfalz. Vor Ort befindet sich die Einzellage Sonnenberg (204,9 ha). Die Lage gehört zur Großlage Guttenberg.

### Verkehr

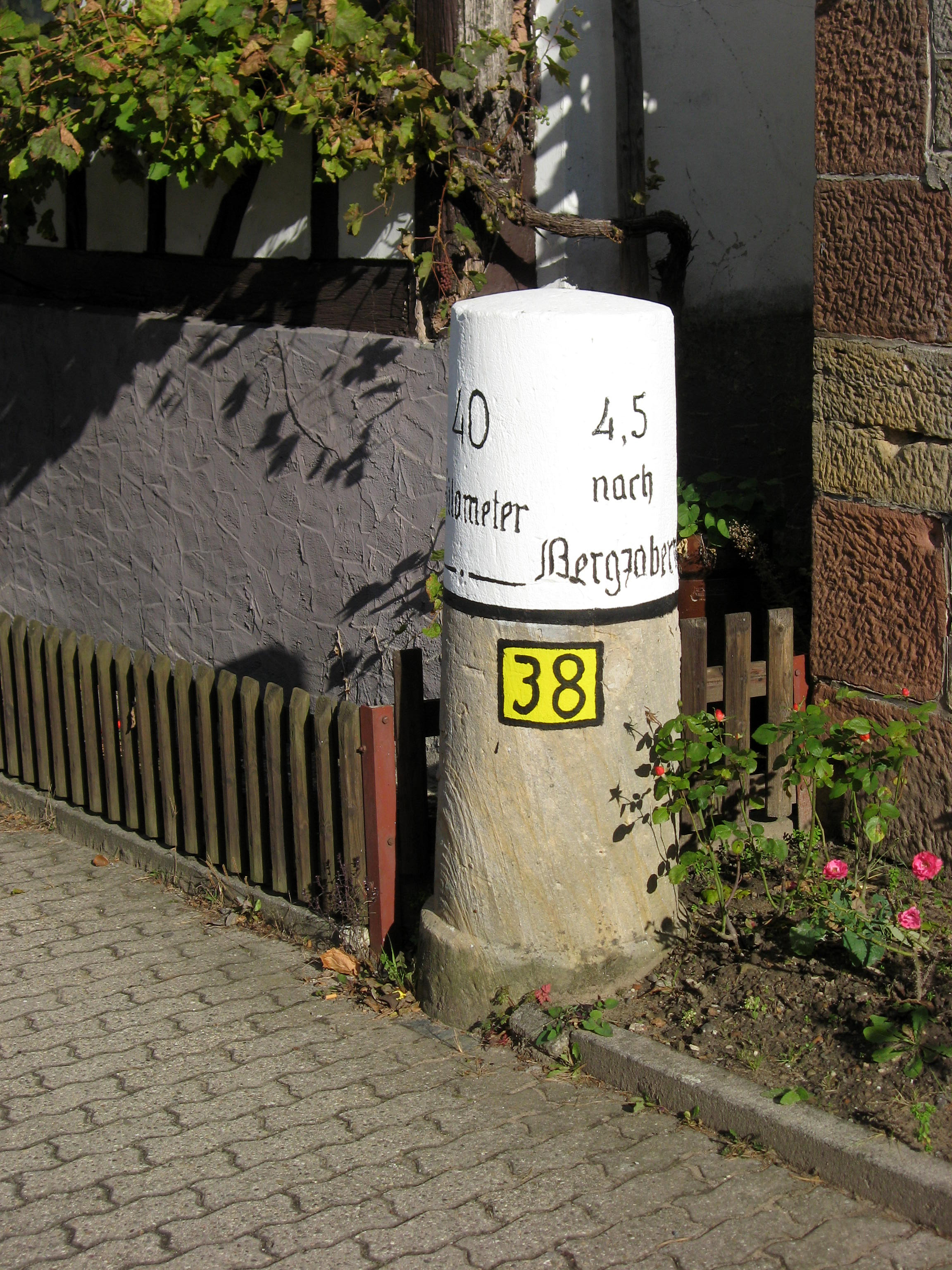
Kilometerstein an der Bundesstraße 38

Oberotterbach ist über die Buslinie 543 (Bad Bergzabern-Wissembourg) an das Nahverkehrsnetz angebunden. Nächstgelegene Bahnhöfe sind Bad Bergzabern an der Bahnstrecke Winden–Bad Bergzabern und Wissembourg an der Bahnstrecke Neustadt–Wissembourg.
Durch die Gemeinde verläuft in Nord-Süd-Richtung die Bundesstraße 38. Von dieser zweigt in östlicher Richtung die Kreisstraße 25 nach Niederotterbach ab.

### Tourismus
Durch die Gemeinde führen die Deutsche Weinstraße und der Radweg Deutsche Weinstraße. Zudem ist sie Ausgangspunkt der Tour 10 des Mountainbikepark Pfälzerwald. Mitten in der Waldgemarkung befindet sich das Derstenhäuschen.
Durch Oberotterbach verläuft außerdem der mit einem gelben Balken markierte Fernwanderweg Pirmasens–Belfort. Durch die Waldgemarkung führender Prädikatswanderweg Pfälzer Weinsteig und einer, der mit einem blauen Kreuz gekennzeichnet ist. Seit Juni 2009 besteht in der Gemeinde in Form des Westwall-Wanderwegs ein zehn Kilometer langer Wanderweg entlang den gesprengten Bunkern, Laufgräben und Stellungen.
Außerdem beginnt im Ort der Waldgeisterweg, ein Wanderweg mit vielen geschnitzten Holzfiguren.

## Persönlichkeiten
- Stephan Lederer (1844–1923), katholischer Priester, war von 1873 bis 1882 vor Ort Pfarrer
- Waltraud Hey, 1965/66 Deutsche Weinkönigin